# Fischbach/Rhön
Fischbach/Rhön este o comună din landul Turingia, Germania.